# Marijo Marić
Marijo Marić (ur. 12 stycznia 1977 w Heilbronn) – piłkarz chorwacki grający na pozycji napastnika.

## Kariera
Urodził się w rodzinie chorwackich gastarbeiterów, którzy wyemigrowali do Niemiec i osiedli się w mieście Heilbronn. Piłkarską karierę zaczynał w małym klubie TSF Ditzingen. Gdy w 1996 roku trafił do VfB Stuttgart, wydawało się, że niedługo będzie występować w 1. lidze i zrobi świetną karierę. Jednak Marić wylądował w amatorach słynnego VfB, grających w Regionallidze. Potem szlak wiódł przez kolejne drużyny regionalne takie jak: Waldhof Mannheim, VfR Heilbronn czy SSV Reutlingen 05. Zimą 1999 roku trafił do walczącego o 1. Bundesligę VfL Bochum. Drużyna zajęła 2. miejsce w 2. Bundeslidze i swój cel osiągnęła, a Marić przyczynił się do tego 4 golami w 18 meczach. W sezonie 2000/2001 nie było jednak tak dobrze, Bochum spadło z ligi, a jedynym pocieszeniem dla Marijo było to, że z 8 golami był najlepszym strzelcem drużyny. W kolejnym sezonie odniósł kontuzję i w barwach Bochum tylko 2 razy pojawił się na boisku, a w zimie 2002 roku trafił do austriackiego FC Kärnten. W pierwszej lidze Austrii w rundzie wiosennej rozegrał 23 mecze, zdobył 12 goli i przyczynił się do zajęcia przez Kärnten dobrego 5. miejsca w lidze. W następnym sezonie Marić grał równie skutecznie co w poprzednim. Dla drużyny z Klagenfurt am Wörthersee zdobył 16 bramek w 32 meczach i więcej od niego w lidze zdobył tylko Belg Axel Lawaree. Kärnten zajęło w lidze 8. miejsce ale bardzo dobrze spisało się w Pucharze Austrii. Drużyna Maricia doszła do finału, gdzie przegrała z Austrią Wiedeń 0:3, ale dzięki grze w finale awansowała do Pucharu UEFA sezonu 2003/2004. Następny sezon, właśnie 2003/2004 nie był udany dla Maricia. Zdobył tylko 5 bramek, a Kärnten spadło z ligi, a z Pucharu UEFA odpadło już w 2. rundzie z Feyenoordem Rotterdam. Mariciem zainteresował się jednak klub Bundesligi, Arminia Bielefeld i tam taż latem 2004 trafił Marijo. Jednak w Arminii grał tylko rundę jesienną (na boisku pojawił się tylko pięciokrotnie) i na wiosnę był już zawodnikiem Eintrachtu Trewir, który niebawem spadł z 2. Bundesligi. Rundę wiosenną sezonu 2005/2006 spędził w SpVgg Unterhaching, a od zimy 2005 roku Marijo Marić jest graczem VfR Aalen, grającego w Regionallidze Południowej.
W reprezentacji Chorwacji Marić zadebiutował 21 sierpnia 2002 roku w zremisowanym 1:1 meczu z reprezentacją Walii. W swojej krótkiej reprezentacyjnej karierze Marić zagrał w kadrze 11 razy i zdobył 1 bramkę.